# 山川均 (考古学者)
山川 均（やまかわ ひとし、1961年 - ）は、日本の考古学者。
石川県金沢市生まれ。奈良大学文学部文化財学科卒業。2012年「中世石造物に関する歴史考古学的研究」で奈良大学文学博士。大和郡山市文化財保存活用係主任技師。専攻は日本中世考古学。

## 著書
- 『石造物が語る中世職能集団』山川出版社 日本史リブレット 2006年
- 『日本石塔資料集』石文社  2011年
- 『供養をかたちに　歴史的石造物を訪ねて』石文社  2014年
- 『石塔造立』法藏館 2015年
- 『歴史のなかの石造物　人間・死者・神仏をつなぐ』吉川弘文館  2015年

### 共編著
- 『平城京の謎 平城遷都一三〇〇年記念講演会&シンポジウムの記録』石原潤、坂井秀弥、寺崎保広、東野治之共著  奈良大ブックレット 2011年
- 『寧波と宋風石造文化』編 小島毅監修 汲古書院 2012年
- 『平城京の謎』東野治之、寺崎保広、坂井秀弥共著 ナカニシヤ出版 2013年